# 宇奈月温泉雪のカーニバル
宇奈月温泉雪のカーニバル（うなづきおんせんゆきのかーにばる）は、富山県黒部市の宇奈月温泉で毎年2月に開催される祭りである。

## 概要
- 2月の第一土曜日雪像コンテスト、タイマツ滑降・行列、花火大会が開催される。また、第2～4土曜日には、雪上花火大会、お楽しみ抽選会が行われる。
- たいまつを持ったスキーヤーが、温泉街を公園まで滑るイベントがある。
- 誰でも参加できる「たいまつウォーク」が行われる。

## エピソード
- 第61回（2007年）は、エルニーニョ現象による暖冬の影響で、メインイベントであるタイマツ滑降などのイベントが中止となった。